# Crassichroma viridis
Crassichroma viridis är en skalbaggsart som beskrevs av Vives, Bentanachs, Chew Kea Foo, Bentanachs och Chew Kea Foo 2009. Crassichroma viridis ingår i släktet Crassichroma och familjen långhorningar. Inga underarter finns listade i Catalogue of Life.